# Alexander Isak
Alexander Isak né le 21 septembre 1999 à Solna en Suède, est un footballeur international suédois, qui joue au poste d'avant-centre

## Biographie

### Jeunesse et formation
Alexander Isak naît le 21 septembre 1999 à Solna. Ses parents sont érythréens, et Alexander grandit dans le quartier d'Ulriksdal réservé aux classes moyennes. Il rejoint l'AIK Fotboll à l'âge de six ans.

### Débuts à l'AIK Solna
Alexander Isak dispute son premier match professionnel le 28 février 2016 en Coupe de Suède face au Tenhults IF (en). Isak entre en jeu à un quart d'heure du terme de la rencontre à la place d'Amin Affane, et inscrit le dernier but de la victoire 0-6 des siens. Il dispute son premier match de championnat le 7 avril 2016 en déplacement à Östersund, et inscrit le but du break. Le jour de ses dix-sept ans, sur le terrain du rival de Djurgårdens, il inscrit un doublé, son premier en professionnel. Le 30 juin 2016, Isak dispute son premier match européen en qualification à la Ligue Europa face au Bala Town FC.

### En manque de temps de jeu au Borussia Dortmund
Le 23 janvier 2017, alors qu'il était annoncé proche du Real Madrid, Isak rejoint le Borussia Dortmund contre 9 M€, ce qui fait alors de lui le quatrième joueur de moins de 17 ans le plus cher de l'histoire. Lors de ses six premiers mois en Allemagne, il ne dispute qu'un seul match, le 14 mars face au Sportfreunde Lotte en Coupe d'Allemagne, entrant en jeu pour les quatre ultimes minutes du match. Il dispute son premier match de Bundesliga le 17 septembre 2017 face à Cologne pour les cinq dernières minutes de jeu. Un mois plus tard, il joue son premier match de Ligue des champions en déplacement à l'APOEL Nicosie, en remplaant Andriy Yarmolenko à la 82e minute. Le 24 octobre 2017, il marque son premier but pour le Borussia en Coupe contre le FC Magdebourg, après avoir distillé sa première passe déicisive pour Gonzalo Castro. Au cours de la saison 2017-2018, Isak n'est titularisé qu'à une seule reprise en championnat, le 14 janvier contre le VfL Wolfsburg. En début de la saison suivante, Isak se contente de jouer avec l'équipe réserve du BVB.

### Prêt prolifique à Willem II
Le 25 janvier 2019, il est prêté jusqu'à la fin de la saison à Willem II. Il dispute son premier match le 27 janvier contre le FC Utrecht. Il marque son premier but aux Pays-Bas le 16 février contre le Vitesse Arnhem. Le 30 mars face au Fortuna Sittard, il marque le premier triplé de sa carrière , les trois buts ayant été inscrits sur penalty. Entre mars et avril, Isak marque lors de sept matchs consécutifs. Au cours de ses douze premiers matchs d'Eredivisie, il inscrit autant de buts, dépassant ainsi Ronaldo et Romário qui n'ont inscrit que neuf buts en autant de rencontres. Il conclut son prêt avec 13 buts et 7 passes décisives en 16 matchs de championnat Néerlandais.

### Affirmation à la Real Sociedad
Le 12 juin 2019, Alexander Isak s'engage pour cinq ans à la Real Sociedad. Son transfert en provenance du Borussia Dortmund a coûté 6,5 millions d'euros au club espagnol. Il dispute son premier match le 17 août 2019 à Valence, en entrant en jeu à vingt minutes du terme. Il marque son premier but en Liga le 22 septembre 2019 et clôture un succès 1-3 contre l'Espanyol de Barcelone. Le 6 février 2020, il inscrit un doublé face au Real Madrid en quarts de finale de la Coupe du Roi lors de la victoire 3-4 au Bernabéu. Les Txuri-urdines atteignent la finale de la Coupe d'Espagne 2019-2020, qui est reportée au mois d'avril 2021, et qui est remportée face au rival de l'Athletic Bilbao. Lors de cette compétition, Isak se démarque avec 7 buts et 2 passes décisives en 8 matchs. Au cours de la saison 2020-2021, il inscrit 17 buts en 34 matchs, soit un but tous les deux matchs. La saison 2021-2022 est plus en demi-teinte avec seulement 6 buts en 32 journées de championnat, ainsi que 3 buts en 6 matchs en Ligue Europa.

### Newcastle United
Le 26 août 2022, il s'engage jusqu'en 2028 en faveur de Newcastle United. Le club anglais a payé 71 M€ pour s'offrir ses services, ainsi que des bonus pouvant monter jusqu'à 5 M€ et 10 % sur une prochaine vente. Isak devient ainsi la recrue la plus onéreuse de l'histoire des Magpies.
Isak se fait remarquer dès son premier match pour Newcastle en marquant son premier but, le 31 août 2022 contre le Liverpool FC. Titulaire, il ouvre le score, mais son équipe est battue par deux buts à un.

### En équipe nationale
Alexander Isak est régulièrement sélectionné dans les équipes nationales de jeunes, des moins de 16 ans jusqu'aux espoirs. 
Il fait ses débuts avec l'équipe de Suède le 8 janvier 2017 en amical contre la Côte d'Ivoire. À seulement 17 ans et 109 jours, il est le deuxième joueur le plus précoce à être capé avec la Suède. Quatre jours plus tard, il inscrit un but contre la Slovaquie, et devient le plus jeune buteur de l'histoire de la sélection suédoise à 17 ans et 113 jours. Il efface des tablettes Erik Dahlström, buteur contre la Finlande en 1912, à 18 ans et un jour. Il retrouve la sélection au mois de mars 2019, et marque son premier doublé en sélection le 5 septembre 2019 contre les îles Féroé en qualifications à l'Euro 2020.
Le 19 mai 2021, il est appelé par Janne Andersson pour figurer dans la liste des 26 joueurs suédois retenus pour participer à l'Euro 2020,. Il est titulaire lors des trois matchs de poule, et donnant une passe décisive lors de l'ultime match contre la Pologne. En huitième de finale face à l'Ukraine, il est à nouveau passeur décisif mais ne peut empêcher l'élimination en prolongations.
Le 2 septembre 2021, il inscrit un but lors de la victoire 2-1 face à l'Espagne à la Friends Arena, infligeant aux Espagnols leur première défaite en éliminatoires à la Coupe du monde depuis 1993. Le 24 mars 2022, il donne le but de la victoire à Robin Quaison en demi-finale de barrage qualificatif à la Coupe du monde 2022 contre la Tchéquie. Cinq jours plus tard, les Suédois sont éliminés par les Polonais.

## Statistiques
| Saison                | Club                  | Championnat           | Championnat | Championnat | Championnat | Coupe nationale | Coupe nationale | Coupe nationale | Coupe de la Ligue | Coupe de la Ligue | Coupe de la Ligue | Supercoupe | Supercoupe | Supercoupe | Compétition(s) continentale(s) | Compétition(s) continentale(s) | Compétition(s) continentale(s) | Compétition(s) continentale(s) | Total | Total | Total |
| Saison                | Club                  | Division              | M.          | B.          | P.d.        | M.              | B.              | P.d.            | M.                | B.                | P.d.              | M.         | B.         | P.d.       | Comp.                          | M.                             | B.                             | P.d.                           | M.    | B.    | P.d.  |
| 2015-2016             | AIK Fotboll           | Allsvenskan           | -           | -           | -           | 1               | 1               | 0               | -                 | -                 | -                 | -          | -          | -          | C1                             | -                              | -                              | -                              | 1     | 1     | 0     |
| 2016-2017             | AIK Fotboll           | Allsvenskan           | 24          | 10          | 1           | 1               | 2               | 0               | -                 | -                 | -                 | -          | -          | -          | C1                             | 3                              | 0                              | 0                              | 28    | 12    | 1     |
| Sous-total            | Sous-total            | Sous-total            | 24          | 10          | 1           | 2               | 3               | 0               | -                 | -                 | -                 | -          | -          | -          | -                              | 3                              | 0                              | 0                              | 29    | 13    | 1     |
| 2016-2017             | Borussia Dortmund     | Bundesliga            | -           | -           | -           | 1               | 0               | 0               | -                 | -                 | -                 | -          | -          | -          | C1                             | -                              | -                              | -                              | 1     | 0     | 0     |
| 2017-2018             | Borussia Dortmund     | Bundesliga            | 5           | 0           | 0           | 3               | 1               | 1               | -                 | -                 | -                 | -          | -          | -          | C1+C3                          | 1+3                            | 0                              | 0                              | 12    | 1     | 1     |
| Sous-total            | Sous-total            | Sous-total            | 5           | 0           | 0           | 4               | 1               | 1               | -                 | -                 | -                 | -          | -          | -          | -                              | 4                              | 0                              | 0                              | 13    | 1     | 1     |
| 2018-2019             | Willem II (prêt)      | Eredivisie            | 16          | 13          | 6           | 2               | 1               | 0               | -                 | -                 | -                 | -          | -          | -          | -                              | -                              | -                              | -                              | 18    | 14    | 6     |
| 2019-2020             | Real Sociedad         | Liga                  | 37          | 9           | 1           | 8               | 7               | 2               | -                 | -                 | -                 | -          | -          | -          | -                              | -                              | -                              | -                              | 45    | 16    | 3     |
| 2020-2021             | Real Sociedad         | Liga                  | 34          | 17          | 2           | 1               | 0               | 0               | -                 | -                 | -                 | 1          | 0          | 0          | C3                             | 8                              | 0                              | 0                              | 44    | 17    | 2     |
| 2021-2022             | Real Sociedad         | Liga                  | 32          | 6           | 2           | 3               | 1               | 0               | -                 | -                 | -                 | -          | -          | -          | C3                             | 6                              | 3                              | 0                              | 41    | 10    | 2     |
| 2022-2023             | Real Sociedad         | Liga                  | 2           | 1           | 0           | -               | -               | -               | -                 | -                 | -                 | -          | -          | -          | C3                             | -                              | -                              | -                              | 2     | 1     | 0     |
| Sous-total            | Sous-total            | Sous-total            | 105         | 33          | 5           | 12              | 8               | 2               | -                 | -                 | -                 | 1          | 0          | 0          | -                              | 14                             | 3                              | 0                              | 132   | 44    | 7     |
| 2022-2023             | Newcastle United      | Premier League        | 22          | 10          | 1           | 1               | 0               | 0               | 4                 | 0                 | 1                 | -          | -          | -          | -                              | -                              | -                              | -                              | 27    | 10    | 2     |
| 2023-2024             | Newcastle United      | Premier League        | 30          | 21          | 2           | 4               | 2               | 0               | 1                 | 1                 | 0                 | -          | -          | -          | C1                             | 5                              | 1                              | 0                              | 40    | 25    | 2     |
| 2024-2025             | Newcastle United      | Premier League        | 34          | 23          | 6           | 2               | 1               | 0               | 6                 | 3                 | 0                 | -          | -          | -          | -                              | -                              | -                              | -                              | 42    | 27    | 6     |
| Sous-total            | Sous-total            | Sous-total            | 86          | 54          | 9           | 7               | 3               | 0               | 11                | 4                 | 1                 | -          | -          | -          | -                              | 5                              | 1                              | 0                              | 109   | 62    | 10    |
| Total sur la carrière | Total sur la carrière | Total sur la carrière | 236         | 110         | 21          | 27              | 16              | 3               | 11                | 4                 | 1                 | 1          | 0          | 0          | -                              | 26                             | 4                              | 0                              | 301   | 134   | 25    |

## Palmarès

### Club
- AIK Fotboll
  - Vice-champion de Suède en 2016

- Borussia Dortmund
  - Vainqueur de la Coupe d'Allemagne en 2017
  - Finaliste de la Supercoupe d'Allemagne en 2017

- Willem II
  - Finaliste de la Coupe des Pays-Bas en 2019

- Real Sociedad
  - Vainqueur de la Coupe d'Espagne en 2020

- Newcastle United
  - Vainqueur de la Coupe de la Ligue en 2025.

### Distinctions individuelles
- Meilleur jeune du Championnat de Suède en 2016
- Meilleur joueur du Championnat de Suède pour le mois de septembre 2016

## Style de jeu
Isak a été décrit comme un vrai " attaquant moderne", offrant une forte présence aérienne grâce à sa taille d'un mètre quatre-vingt-seize, et possédant également de bonnes capacités balle au pied, lui permettant de manœuvrer dans des espaces restreints . Son sang froid lorsqu'il s'agit de conclure des occasions et ses capacités de passes ont aussi été remarquées. Isaac s'est également montré intelligent dans son positionnement et ses mouvements près du but, mettant en difficulté les défenseurs. De plus, son positionnement défensif a aussi été remarqué comme étant un élément central de son jeu. Isak a souvent été utilisé comme ailier gauche, utilisant sa force pour garder le ballon, tout en utilisant sa vitesse pour exploiter des failles dans la défense adverse.